# Marquel Waldron
Marquel Waldron (sinh ngày 1 tháng 2 năm 1988) là một cầu thủ bóng đá người Bermuda who plays club football for the PHC Zebras, ở vị trí hậu vệ.

## Sự nghiệp câu lạc bộ
Waldron thi đấu cho đội bóng địa phương PHC Zebras trước khi gia nhập University of West Florida vào mùa hè năm 2008. Sau đó anh thi đấu cho Bermuda Hogges ở USL Second Division.
Vào tháng 10 năm 2012 anh thử việc với động bóng Anh Barnet.

## Sự nghiệp quốc tế
Anh có màn ra mắt cho Bermuda vào tháng 12 năm 2007 trong trận giao hữu trước Saint Kitts và Nevis và có tổng cộng 6 lần ra sân, không ghi được bàn nào. Anh từng đại diện quốc gia trong 1 trận đấu tại Vòng loại giải vô địch bóng đá thế giới. Anh cũng là đội trưởng của U-20 Bermuda.

## Đời sống cá nhân
Waldron có hoạt động giải trí riêng, có tên là Xtreme Sports.